# Boy River (Minnesota)
Boy River es una ciudad ubicada en el condado de Cass en el estado estadounidense de Minnesota. En el Censo de 2010 tenía una población de 47 habitantes y una densidad poblacional de 48,91 personas por km².

## Geografía
Boy River se encuentra ubicada en las coordenadas 47°10′6″N 94°7′27″O / 47.16833, -94.12417. Según la Oficina del Censo de los Estados Unidos, Boy River tiene una superficie total de 0.96 km², de la cual 0.95 km² corresponden a tierra firme y (1.08%) 0.01 km² es agua.

## Demografía
Según el censo de 2010, había 47 personas residiendo en Boy River. La densidad de población era de 48,91 hab./km². De los 47 habitantes, Boy River estaba compuesto por el 100% blancos, el 0% eran afroamericanos, el 0% eran amerindios, el 0% eran asiáticos, el 0% eran isleños del Pacífico, el 0% eran de otras razas y el 0% pertenecían a dos o más razas. Del total de la población el 0% eran hispanos o latinos de cualquier raza.